# Violence et Passion
À ne pas confondre avec le film Passion violente de Luigi Cozzi.
Pour plus de détails, voir Fiche technique et Distribution.
Violence et Passion (Gruppo di famiglia in un interno) est un film franco-italien tourné en anglais, de Luchino Visconti, sorti en 1974.

## Synopsis
À Rome, dans les années 1970, un homme vieillissant (dont nous ne connaîtrons pas le nom) vit solitaire dans son luxueux appartement. Son existence recluse est soudain troublée par l’installation à l’étage supérieur d’une aristocrate (Silvana Mangano) qui entend y loger son jeune amant cynique et brutal (Helmut Berger), et les amis de ce dernier. D’abord rebuté par la vulgarité de ce « groupe » (le titre original du film est une référence à un genre de peinture) il est intrigué et attiré par ces nouveaux voisins, par le gigolo et par les jeunes gens, qui sont mêlés à une atmosphère de complot contre l’État italien en butte à l’extrême-droite néo-fasciste.…
Le scénario est conçu par Cecchi d'Amico et Medioli pour remettre en selle Visconti après son grave accident cérébral. Burt Lancaster rassure les producteurs en s’engageant à terminer le film en cas de défaillance du cinéaste.

## Contexte
C’est à nouveau Burt Lancaster (le génie du Guépard) qui incarne les obsessions humanistes de l’aristocrate déclinant : décomposition sociale et familiale (Les Damnés), ambiguïtés de la mort et de l’amour (Mort à Venise), de l’art et de la folie (Ludwig : Le Crépuscule des dieux) . Les figures de la mère (Dominique Sanda) et de l’épouse (Claudia Cardinale) rappellent sa fascination impuissante envers l’œuvre de Marcel Proust, qui colore mélancoliquement Gruppo.
Visconti évoque subtilement l’ambiance tragi-comique de l’Italie des années de plomb (l’attentat meurtrier d’extrême-droite de Brescia est commis huit jours avant le début du tournage) en créant un huis-clos quasi-théâtral aux décors contrastifs, l’ancien noble et défraîchi, le nouveau vulgaire et clinquant. Les plaques de plâtre qui tombent du plafond du professore du fait des travaux à l’étage font ressentir que ce monde en train de mourir était aussi un artifice. La famille intruse semble sortir de l’un des tableaux qu’il était en train d’admirer interminablement.
Enrico Medioli révèlera dans un témoignage tardif que le professore est inspiré de Mario Praz, historien d’art encore vivant à l’époque, mais dans le même texte il souligne la parenté de Visconti lui-même avec son modèle, tout comme Burt Lancaster le fait lui-même, en paroles et aussi de par son propre vieillissement : dix ans séparent Le Guépard du Gruppo, qui ont profondément aggravé les traits de cet immense acteur.
L’attirance du professore envers le gigolo cynique qu’est Kurt relance celle d’Aschenbach pour le Tadzio de Mort à Venise, tout en l’inversant : le jeune polonais est solaire, Kurt est une émanation de l’ombre. Le contraste entre la beauté complexe de Silvana Mangano (qui est aussi la mère de Tadzio) et la joliesse mièvre et lisse de la jeune Claudia Marsani a une fonction similaire.
Il serait vain de hiérarchiser les chefs-d’œuvre de Visconti, et par exemple de prétendre que Le Guépard serait un sommet insurpassable que le Gruppo n’atteindrait que par instants. Mieux vaut considérer que ces deux films forment un diptyque à part dans son œuvre d'ensemble, par ailleurs majeure.
La chanson Testarda Io (La mia solitudine sei tu) que l'on entend dans la bande originale du film est chantée par Iva Zanicchi. La Sinfonia concertante de Mozart (KV 364) et l'aria K 418 Vorrei spiegarvi, oh Dio!. Lietta récite W. H. Auden (Il n'y a pas de vie sexuelle dans la tombe).

## Fiche technique
- Titre original italien : Gruppo di famiglia in un interno (litt. « Portrait de famille en intérieur »)[1]
- Titre français : Violence et Passion[2]
- Scénario : Enrico Medioli, Suso Cecchi D'Amico et Luchino Visconti
- Assistant réalisateur : Giorgio Treves
- Photographie : Pasqualino De Santis
- Montage : Ruggero Mastroianni
- Décors : Mario Garbuglia
- Costumes : Véra Marzot, Piero Tosi, Yves Saint Laurent, Fendi
- Maquillages : Alberto De Rossi
- Musique : Franco Mannino ainsi que des extraits d'œuvres de Mozart (Symphonie concertante pour violon et alto, K. 364 et « Vorrei spiegarvi », K. 418) par l'Orchestre symphonique de Prague ; Chanson originale Testarda Io de Roberto Carlos (non créditée), interprétée par Iva Zanicchi
- Production : Giovanni Bertolucci
- Sociétés de production : Roscuni Films, Gaumont
- Tournage : avril-juillet 1974 aux studios De Paolis (Rome)
- Pays d'origine :  Italie |  France
- Langue : anglais
- Format : couleur (Technicolor) - 35 mm (Todd-AO) - 2,35:1 - Son mono (Westrex Recording System)
- Société de distribution : Gaumont
- Genre : drame romantique[2]
- Durée : 125 minutes[1]
- Dates de sortie : 
  - Italie : 10 décembre 1974
  - France : 19 mars 1975[2]
- Affiche : Enzo Nistri (Italie)

## Distribution
- Burt Lancaster (VF : Georges Aminel) : le professeur
- Helmut Berger (VF : Jean-François Poron) : Konrad Huebel
- Silvana Mangano (VF : Anouk Ferjac) : Marquise Bianca Brumonti
- Claudia Marsani (VF : Sylviane Margollé) : Lietta Brumonti
- Stefano Patrizi (VF : Pierre Guillermo) : Stefano, le petit ami de Lietta
- Elvira Cortese (it) (VF : Marie Francey) : Erminia, la bonne du professeur
- Romolo Valli (VF : Gabriel Cattand) : Michelli, l'avocat du professeur
- Jean-Pierre Zola : Blanchard, un antiquaire
- Guy Tréjan (VF : Lui-même) : l'associé de Blanchard
- Philippe Hersent (VF : Claude Joseph) : un bagagiste
- Enzo Fiermonte : l'officier de police
- Claudia Cardinale (VF : Michèle Bardollet) : l'épouse du professeur (non créditée)
- Dominique Sanda (VF : Elle-même) : la mère du professeur (non créditée)

## Distinctions
Récompensé par de nombreux prix, il a été notamment distingué durant la 20e cérémonie des David di Donatello où il a reçu le David du meilleur film et du meilleur acteur étranger pour Burt Lancaster.